# Phare des îles Swan

Le phare des îles Swan (en espagnol : Faro de Islas del Cisne) est un phare actif situé sur la grande île des îles Swan, dans le Département des Islas de la Bahía au Honduras.

## Histoire
Les îles Swan (Las Islas del Cisne en espagnol, Swan Islands en anglais, c'est-à-dire littéralement les îles du Cygne) sont des îles situées dans la mer des Caraïbes, les plus septentrionales du Honduras.
En 1972, les États-Unis ont abandonné leurs revendications et ont reconnu la souveraineté du Honduras sur les îles. La marine hondurienne exploite maintenant une petite base sur l'île, appuyée par une piste d'atterrissage. La balise est en haut d'un mât sur un bâtiment de deux étages située à l'extrémité ouest de la grande île.

## Description
Ce phare est une balise photovoltaïque montée sur un mât de 13 m de haut. Il émet, à une hauteur focale de 21 m, un éclat blanc par période de 5 secondes. Sa portée n'est pas connue.
Identifiant : ARLHS : HON-002 - Amirauté : J6016 - NGA : 110-16480 .
|                         |
| Localisation :Îles Swan |

|           |
| Îles Swan |

### Lien connexe
- Liste des phares du Honduras